# كرايغ كروفورد (صحفي)
كرايغ كروفورد (بالإنجليزية: Craig Crawford)‏ هو صحفي أمريكي، ولد في 1956.

## وصلات خارجية
- كرايغ كروفورد على موقع إن إن دي بي (الإنجليزية)